# キリバン
キリバン、キリ番（きりばん）とは、「切りのよい番号」を略したインターネット用語。ウェブサイト上にあるアクセスカウンタが、切りのよい数字である（数字になる）ことをいう。敷衍して、ウェブサイト以外で「切りのよい数値」が現れた際に用いられることもある。

## 定義
キリバンと呼ばれる数字には、以下のようなものがある。
- 100や1000や10000など、「10の累乗」（→累乗数）。先頭が1で、下の桁が全て0になる数。10は小さすぎてキリ番としないのが通例である。
  - 200や300、5000など、上記の2倍から9倍。また、1200、2500のように上2、3桁程度を除いて末尾に何桁も0が続く数。
- 11111など、同じ数字の連続からなる数。ぞろ目。ゾロバンとも呼ばれる。
- 12345など、連続する番号からなる数。連番・階段番と呼ばれる。昇順のみならず、54321といった降順のものもある。
  - 234や468など、1で始まらなかったり、等間隔に増える数の並びを取り上げる場合もある。
- 12321など、（連番を含む）回文数。ミラバンとも呼ばれる。
- 4649（ヨロシク）など、語呂合わせのできる数。ゴロバンとも呼ばれる。
- その他、ウェブサイトの内容にちなんだ数。
- ビットの最大数（1、15、255、65535等）。
- コンピュータでいう256、4096、65536、1048576、16777216といった「16の冪乗」数（「2の冪乗数」のうち末尾が十進法で6となる数）。

「キリバン」は、広義にはこれらの数の全般を指す。それに対し、各種類を個々に指す単語もある。

## ネットの外での相当例
キリバンは、（公式にそう呼ばれるかどうかはともかく）様々な場面で注目の対象になる。
例えば、遊園地の入場者数100万人目を祝ったり、『クイズダービー』で10万点に到達することを目標としていたことが挙げられる。西暦2000年は「Y2K」「ミレニアム」と呼ばれ、世界各国で盛大に祝われた。その数値にちょうどなることを喜ぶのと、その数値を突破することを喜ぶのとを区別せず、一体となっていることもままある。いずれにせよ、これは数が増えていくこと自体を楽しむ素朴な感覚に基づいているといえよう。

## キリバンゲットとネットモラル
ウェブサイトの付属BBSなどでキリバンを申告することは、それを歓迎する者からは評価されることもある。「キリバンゲッター」の名前を特設ページに「表彰」しておくサイトも多かった。また、偶然にキリの良い数値を踏んでしまった場合にも、サイト管理人の意向に応えて出来れば報告するのがよしとされた。
しかし、意図的にリロード（再更新）を繰り返すことでキリバンを得ようとする実質上荒らしに近い行為を行う者もいる。それは結果として、閲覧者や作成者からモラルに欠けた行為であると見なされ非難されるおそれがある。しかし最近のカウンタはIPアドレスを調べ同じIPアドレスからの連続アクセスをカウントしないという機能を備えており、これに対処できる。
逆に、キリバンを踏んだことに対して申告を強要するサイト（一種の踏み逃げ禁止）も時折見られるが、これは度が過ぎればモラルに欠けるとして、今度はサイト側が非難の対象となりうる。